# Europarlamentari della Bulgaria della IX legislatura
Gli europarlamentari della Bulgaria della IX legislatura, eletti in occasione delle elezioni europee del 2019, sono stati i seguenti.

## Composizione storica
| Europarlamentare              | Lista                                                  | Gruppo |
| ----------------------------- | ------------------------------------------------------ | ------ |
| Asim Ademov                   | Cittadini per lo Sviluppo Europeo della Bulgaria       | PPE    |
| Alexander Alexandrov Yordanov | Cittadini per lo Sviluppo Europeo della Bulgaria (SDS) | PPE    |
| Atidzhe Alieva-Veli           | Movimento per i Diritti e le Libertà                   | RE     |
| Angel Dzhambazki              | Movimento Nazionale Bulgaro                            | ECR    |
| Ivo Hristov                   | Partito Socialista Bulgaro                             | S&D    |
| Radan Kanev                   | Democratici per una Bulgaria Forte                     | PPE    |
| Andrey Kovatchev              | Cittadini per lo Sviluppo Europeo della Bulgaria       | PPE    |
| Ilhan Kyuchyuk                | Movimento per i Diritti e le Libertà                   | RE     |
| Eva Maydell                   | Cittadini per lo Sviluppo Europeo della Bulgaria       | PPE    |
| Iskra Mihaylova               | Movimento per i Diritti e le Libertà                   | RE     |
| Andrey Novakov                | Cittadini per lo Sviluppo Europeo della Bulgaria       | PPE    |
| Tsvetelina Penkova            | Partito Socialista Bulgaro                             | S&D    |
| Emil Radev                    | Cittadini per lo Sviluppo Europeo della Bulgaria       | PPE    |
| Andrey Slabakov               | Movimento Nazionale Bulgaro                            | ECR    |
| Sergei Stanishev              | Partito Socialista Bulgaro                             | S&D    |
| Petăr Vitanov                 | Partito Socialista Bulgaro                             | S&D    |
| Elena Yoncheva                | Partito Socialista Bulgaro                             | S&D    |